# Arvid Andersson-Holtman
|  | No s'ha de confondre amb Arvid Andersson. |

Karl Arvid Andersson-Holtman (Ekerö, Comtat d'Estocolm, 20 de desembre de 1896 – Estocolm, 28 de gener de 1992) va ser un gimnasta artístic suec que va competir a començaments del segle xx.
El 1920 va prendre part en els Jocs Olímpics d'Anvers, on va guanyar la medalla d'or en el concurs per equips, sistema suec del programa de gimnàstica.